# James McCleary

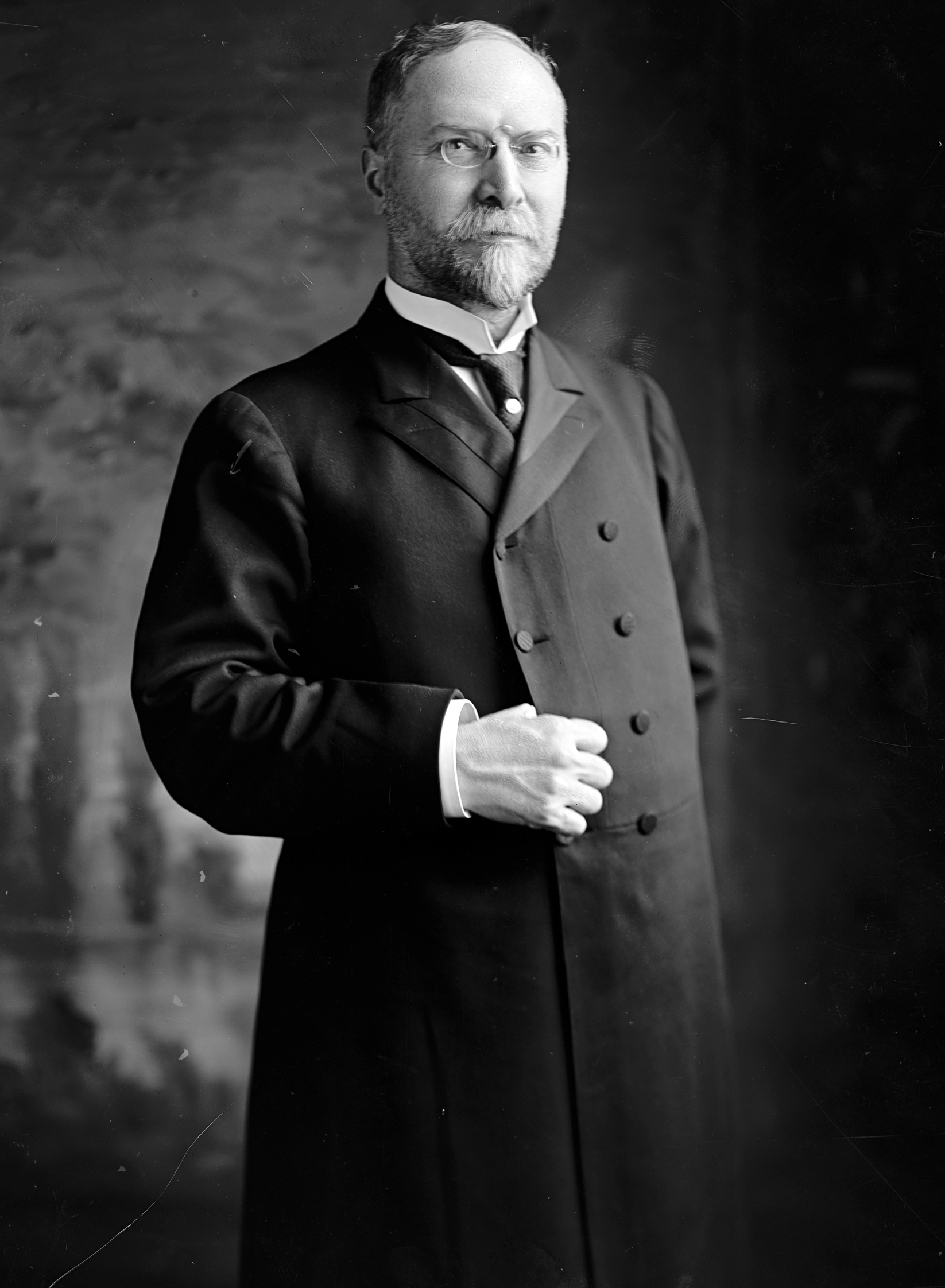
James McCleary

James Thompson McCleary (* 5. Februar 1853 in Ingersoll, Ontario, Kanada; † 17. Dezember 1924 in La Crosse, Wisconsin) war ein US-amerikanischer Politiker. Zwischen 1893 und 1907 vertrat er den Bundesstaat Minnesota im US-Repräsentantenhaus.

## Werdegang
James McCleary absolvierte die Ingersoll High School und studierte anschließend an der McGill University in Montreal. Später zog er nach Wisconsin, wo er im Pierce County als Schulrat amtierte. Danach siedelte er sich in Minnesota an, wo er ebenfalls in verschiedenen Positionen im Bildungsbereich tätig war.
Politisch wurde McCleary Mitglied der Republikanischen Partei. Bei den Kongresswahlen des Jahres 1892 wurde er im zweiten Wahlbezirk von Minnesota in das US-Repräsentantenhaus in Washington, D.C. gewählt, wo er am 4. März 1893 die Nachfolge von John Lind antrat. Nach sechs Wiederwahlen konnte er bis zum 3. März 1907 sieben zusammenhängende Legislaturperioden im Kongress absolvieren. In diese Zeit fiel der Spanisch-Amerikanische Krieg. Damals kamen auch die Philippinen und das ehemalige Königreich Hawaiʻi unter amerikanische Verwaltung.
Bei den Wahlen des Jahres 1906 unterlag McCleary dem Demokraten Winfield Scott Hammond. Zwischen 1907 und 1908 war er Abteilungsleiter im Bundespostministerium. Zwischen 1911 und 1920 fungierte er als Sekretär des American Iron and Steel Institute in New York City. Anschließend zog McCleary nach Maiden Rock in Wisconsin, wo er in der Landwirtschaft arbeitete. Danach ließ er sich in Mill Valley (Kalifornien) nieder. Dort beschäftigte er sich mit literarischen Angelegenheiten. 1924 kehrte McCleary nach Maiden Rock zurück; er starb am 17. Dezember desselben Jahres in La Crosse und wurde in Maiden Rock beigesetzt.